# Acraea actinotis
Acraea actinotis är en fjärilsart som beskrevs av Heinrich Neustetter 1916. Acraea actinotis ingår i släktet Acraea och familjen praktfjärilar. Inga underarter finns listade i Catalogue of Life.